# Thryophilus
Thryophilus es un género de aves paseriformes de la familia Troglodytidae. Agrupa a cuatro especies anteriormente colocadas en el género Thryothorus.

## Especies
Se distinguen las siguientes especies:
- Thryophilus pleurostictus  Sclater, 1860 -- cucarachero ventribarrado,[2] chivirín barrado[3]
- Thryophilus rufalbus Lafresnaye, 1845 -- cucarachero rufiblanco,[2] chivirín rojizo[3]
- Thryophilus nicefori Meyer de Schauensee, 1946 -- cucarachero de Nicéforo[2]
- Thryophilus sernai[4] Lara et al., 2012 -- cucarachero de Antioquia[2]
- Thryophilus sinaloa (Baird, 1864) -- cucarachero sinaloense,[2] chivirín sinaloense[3]